# Rob Jarvis
Robert S Jarvis (nacido en 1965) es un actor de cine y televisión inglés.

## Primeros años y carrera
Robert nació en Wirral, y frecuentemente lo contratan en personajes con dialecto scouse. Es conocido por sus papeles como Eddie en La movida, la serie de larga duración de la BBC, Graham Shand en Luther y como Russell Posner en Emmerdale.

## Filmografía parcial
- Casualty (1988-2008, Serie de TV) como Vic Cheadle
- Call Red (1996, Serie de TV) como DC Greer
- The Brittas Empire (1996, Serie de TV) como Marine Park Man
- Jonathan Creek (1997-1998, Serie de TV) como Tex / Wino
- The Bill (1997-2005, Serie de TV) como John Orme
- Among Giants (1998) como Weasel
- The Broker's Man (1998, Serie de TV) como Phillips
- Ultraviolet (1998, TV Miniseries) como contacto de Maria
- The End (1998, Short)
- Harbour Lights (1999, Serie de TV) como Egbert
- The Darkest Light (1999) como Dick
- Elephant Juice (1999) como Boorish man
- People Like Us (1999, Serie de TV) como El Oficial de Policía
- Dalziel and Pascoe (2001, Serie de TV) como Nigel Clifford
- Heartlands (2002) como Bob Derby
- The Bone Trade (2003, TV Short) como Líder Comunista
- Charles II: The Power & the Passion (2003, TV Miniseries) como Kirkby
- Two Pints of Lager and a Packet of Crisps (2003-2004, Serie de TV) como Pete Smith
- Holby City (2003-2018, Serie de TV) como Sebastian Dublin / Eric Singleton / Callum Dewhurst
- La movida (2004-2012, Serie de TV) como Eddie
- Tripping Over (2006, Serie de TV) como Bob
- Grownups (2006, Serie de TV) como Tramp
- Waking the Dead (2008, Serie de TV) como Michael Hurst,
- Waterloo Road (2009, Serie de TV) como Inspector
- Luther (2010, Serie de TV) como Graham Shand
- Law and Order: UK (2012, Serie de TV) como Frank Donovan
- Good Cop (2012, TV Miniseries) como DCI Stoddart
- Crimen en el paraíso (2013, Serie de TV) como Colin Smith
- Silent Witness (2013, Serie de TV) como Roly Henderson
- Doctor Who (2013, Episodio: "The Time of the Doctor") como Abramal
- Call The Midwife (2015 Christmas Special) como Walter Willens
- Padre Brown (2016, Episodio 4.3: "The Hangman's Demise") como Henry Lee
- David Brent: Life on the Road (2016) como Client
- A Street Cat Named Bob (2016) como Peter Gruner
- Transformers: el último caballero (2017) como Policía
- Collateral (2018, TV Miniseries) como DC Euan Johnson
- Emmerdale (2021, Serie de TV) como Russell Posner[3]
- Los extraños